# Explora: Time Run
Explora: Time Run, connu sous le titre Chrono Quest hors de France, est un jeu vidéo d'aventure développé par Infomedia, sorti en 1988 sur Amiga et Atari ST.

## Équipe de développement
Explora est le premier jeu du studio français Infomedia.
- Direction technique et artistique : Michel Centelles, Marc Fajal
- Graphisme : Fabien Begom, Jeff Bramfitt (écran-titre)
- Scénario : Patrick de Mozas, Fabien Begom
- Programmation : Jean‑Marc Cazalé (Amiga), Hervé Hubert (Atari ST)
- Énigmes conçues par : Marc Fajal
- Localisation en anglais : Marc‑Jean Gazo
- Musique : Jean Marc Grignon, David Whittaker
- Illustration jaquette : Roger Dean (version internationale)

- Distribution en France : 16 32 Diffusion (branche distributeur de l'éditeur 16 32 Editions).

## Accueil
- C+VG 6/10 • Commodore User 8/10 • Génération 4 86% • Tilt 17/20 •Zzap! 78%

## La série
- Explora: Time Run (1988)
- Explora II (1989)
- Explora III : Sous le signe du serpent (1990)